# Rodolfo Petracco
Rodolfo Petracco (Trieste, 1889 – Foggia, 1961) è stato un architetto italiano.
È stato protagonista di rilievo della scena architettonica nelle isole greche del Dodecaneso.

## Biografia
Nacque a Trieste nel 1889. Durante gli anni universitari fu allievo dell'architetto triestino Lodovico Braidotti. Dopo la laurea si trasferì a Rodi ed intraprese l'attività di costruttore edile. In seguito affiancò all'attività costruttiva anche l'attività di progettazione e pianificazione. Concentrò il suo operato sulle isole di Rodi e di Coo (dove redasse il piano regolatore per la ricostruzione della città in seguito al terremoto del 1933), proponendo, insieme con Florestano Di Fausto e Armando Bernabiti, «opere eccellenti 'stile Novecento', mediato da canoni razionalisti» lavori di alta qualità e dotati di caratteri specifici non sempre riconducibili al modello di architettura coloniale. Nel 1952 ricevette l'incarico dall'amministrazione comunale di Foggia di predisporre il progetto di una cappella-ossario per raccogliere i resti di tutti i civili caduti durante la Seconda guerra mondiale. Morì a Foggia nel 1961.

## Opere realizzate
Rodi (Isola di Rodi):
- Palazzo di giustizia (1924);

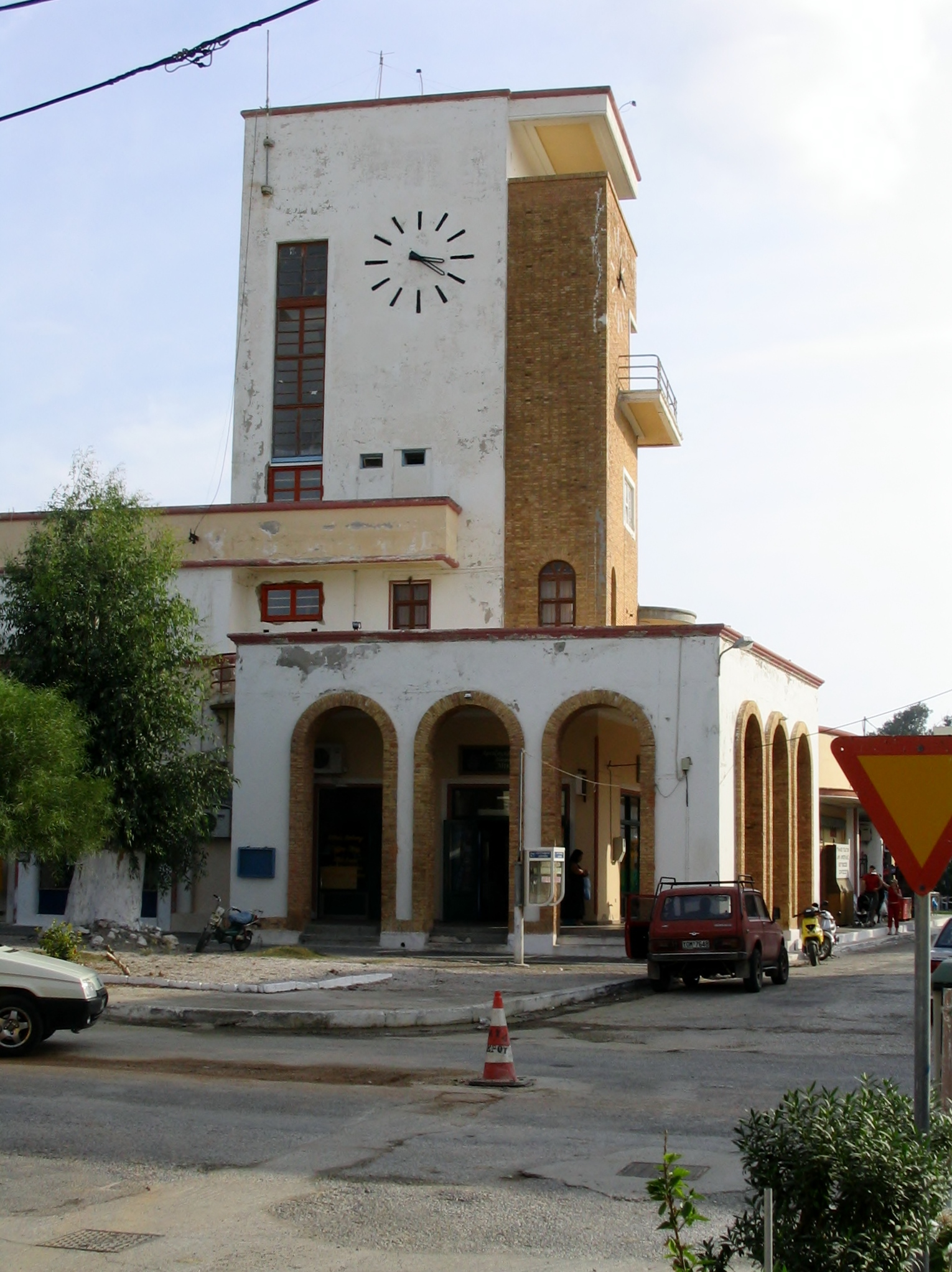
Torre con l'orologio del mercato centrale, Portolago

- Chiesa di San Giovanni (1924 - 1925), oggi Cattedrale dell'Annunciazione;
- Società nautica Marechiaro (1929 - 1931).

Coo (Isola di Coo):
- Albergo di Gelsomino (1928 - 1929);
- Mercato (1934 - 1935);
- Museo archeologico (1934 - 1936).

Portolago (Isola di Lero):
- Mercato centrale (1934 - 1936);
- Scuola comunale (1934 - 1936).